# Au temps des valses
Pour plus de détails, voir Fiche technique et Distribution.
Au temps des valses (The Dancing Years) est un film britannique réalisé par Harold French et sorti en 1951.

## Fiche technique
- Titre : Au temps des valses
- Autre titre : Le Temps des valses
- Titre original : The Dancing Years
- Réalisation : Harold French
- Scénario : Warwick Ward et Jack Whittingham, d'après la pièce The Dancing Years (1939) d'Ivor Novello
- Photographie : Stephen Dade
- Costumes : Dorothy Sinclair
- Musique : Ivor Novello
- Montage : Richard Best
- Couleur : Technicolor
- Production : ABPC (Associated British Picture Corporation)
- Pays d'origine :  Royaume-Uni
- Durée : 98 minutes
- Date de sortie : France - 20 juillet 1951

## Distribution
- Dennis Price : Rudi Kleiber
- Gisèle Préville : Maria Zeitler
- Patricia Dainton : Grete
- Anthony Nicholls : le prince Reinaldt
- Grey Blake : Franzl
- Muriel George : Hatti
- Olive Gilbert : Frau Kurt
- Martin Ross : Tenor
- Gerald Case : le secrétaire de Rudi
- Carl Jaffe : Headwaiter
- Jeremy Spenser : le fils de Maria